# Lawrence C. Phipps
Lawrence C. Phipps (Amity, 1862. augusztus 30. – Santa Monica, 1958. március 1.) az Amerikai Egyesült Államok szenátora (Colorado, 1919–1931).